# Uomini contro insetti
Uomini contro insetti è un singolo del cantautore italiano Giorgio Poi, pubblicato il 15 marzo 2025 come primo estratto dal quarto album in studio Schegge.

## Descrizione
Il brano è scritto, composto e prodotto dallo stesso cantautore e ha anticipato l'uscita dell'album Schegge, pubblicato il 2 maggio 2025.

## Video musicale
Il video musicale, diretto da Filippo Rossi, è stato pubblicato in anteprima il 14 marzo 2025 attraverso il canale YouTube del cantautore.

## Tracce
Testi e musiche di Giorgio Poti.
1. Uomini contro insetti – 4:32